# Dicoryphus
Dicoryphus is een geslacht van hooiwagens uit de familie Assamiidae.
De wetenschappelijke naam Dicoryphus is voor het eerst geldig gepubliceerd door Loman in 1902. 

## Soorten
Dicoryphus omvat de volgende 4 soorten:
- Dicoryphus ater
- Dicoryphus furvus
- Dicoryphus jeanneli
- Dicoryphus melanacanthus